# Eresidae
Eresidae é uma família de aranhas araneomorfas com cerca de 100 espécies repartidas por 10 géneros. A família tem a sua máxima diversidade no Paleártico, ocorrendo apenas algumas espécies no Brasil.

## Descrição
As espécies pertencentes a esta família caracterizam-se pela presença de uma placa genital nas fâmeas (o epígino), o que as insere no grupo Entelegynae. Apresentam oito de olhos e constroem teias com seda do tipo lanoso. Com a excepção do género Wajane, as aranhas pertencentes a esta família são cribeladas.
Algumas espécies são quase eussociais, faltando apenas um sistema de castas especializada e uma rainha. Nessa espécies, os indivíduos cooperam na criação dos juvenis, ao contrário de esmagadora maioria das espécies de aranhas, que apresentam elevado grau de agressividade intra-específica. As outras excepções são algumas aranhas africanas da família Agelenidae pertencentes ao género Agelena.
Os géneros Wayane e Penestomus são em geral agrupados na subfamília Penestominae.
Segundo o site oficial de Lou Reed, o nome comum em língua inglesa que é atribu+ido a esta família, velvet spider, será uma homenagem àquele guitarrista.

## Taxonomia
A família Eresidae inclui as seguintes subfamílias e géneros:
- Eresinae C. L. Koch, 1851
  - Adonea Simon, 1873 — Região mediterrânica
  - Dorceus C. L. Koch, 1846 — África
  - Dresserus Simon, 1876 — África
  - Eresus Walckenaer, 1805 — Paleárctico até Marrocos
  - Gandanameno Lehtinen, 1967 — África
  - Loureedia Miller et al., 2012 - Israel
  - Paradonea Lawrence, 1968 — África
  - Seothyra Purcell, 1903 — África
  - Stegodyphus Simon, 1873 — África, Madagáscar, Brasil, Eurásia

- Penestominae C. L. Koch, 1851
  - Penestomus Simon, 1902 — Sul da África
  - Wajane Lehtinen, 1967 — Sul da África